# Euro Truck Simulator
Euro Truck Simulator – komputerowa gra symulacyjna wyprodukowana przez studio SCS Software i wydana przez ElektroGames 20 sierpnia 2008 roku. W 2012 roku wydano kontynuację gry – Euro Truck Simulator 2.

## Rozgrywka
Gra pozwala graczowi wcielić się w kierowcę europejskiej ciężarówki.
Gracz przewozi różne rodzaje towarów, od zabawek czy ubrań po niebezpieczne chemikalia. Z każdą dowożoną ofertą gracz dostaje więcej wirtualnych pieniędzy, które może przeznaczyć na zmianę ciężarówki, zmianę koloru i poprawę właściwości jezdnych, odblokowanie nowych państw lub poszerzanie umiejętności.
Podczas jazdy po drogach Europy trzeba pamiętać o ilości paliwa, ponieważ jego brak łączy się z kosztownym wezwaniem pomocy drogowej. U góry ekranu można zauważyć obecny stan majątkowy, stan techniczny ciągnika i naczepy, poziom zmęczenia oraz datę i godzinę. Jeśli ikona zmęczenia zapełni się w całości na niebiesko, a nigdzie nie będzie w pobliżu stacji benzynowej ani serwisu, kierowca zasypia za kierownicą, powodując olbrzymią stratę pieniędzy. Im więcej przewiezionych towarów czy odblokowanych krajów, tym wyższy poziom doświadczenia.
Mechanika gry jest uproszczona – ciężarówki nie posiadają prawdziwych marek, a każde państwo europejskie zawiera kilka miast. W grze można odwiedzić między innymi Austrię, Francję, Niemcy, Włochy, Polskę, Portugalię czy Wielką Brytanię.